# Polygonia o-album
Polygonia o-album är en fjärilsart som beskrevs av Newnham 1917. Polygonia o-album ingår i släktet Polygonia och familjen praktfjärilar. Inga underarter finns listade i Catalogue of Life.